# Moschendorf (Gößweinstein)
Moschendorf ist ein Gemeindeteil des Marktes Gößweinstein im Landkreis Forchheim (Oberfranken, Bayern).

## Geografie
Der Weiler in der Wiesentalb ist ein Gemeindeteil des Marktes Gößweinstein. Moschendorf liegt etwa dreieinhalb Kilometer nordnordwestlich des Ortszentrums von Gößweinstein auf einer Höhe von 407 m ü. NHN.

## Geschichte
Bis zum Beginn des 19. Jahrhunderts unterstand Moschendorf der Landeshoheit des Hochstifts Bamberg. Die Dorf- und Gemeindeherrschaft übze dabei das bambergische Amt Waischenfeld aus. Als das Hochstift Bamberg infolge des Reichsdeputationshauptschlusses 1802/03 säkularisiert und unter Bruch der Reichsverfassung vom Kurfürstentum Pfalz-Baiern annektiert wurde, wurde Moschendorf ein Bestandteil der während der „napoleonischen Flurbereinigung“ gewaltsam in Besitz genommenen neubayerischen Gebiete.
Durch die  Verwaltungsreformen zu Beginn des 19. Jahrhunderts im Königreich Bayern wurde Moschendorf mit dem Zweiten Gemeindeedikt im Jahr 1818 ein Gemeindeteil der Ruralgemeinde Unterailsfeld. Im Zuge der Gebietsreform in Bayern wurde Moschendorf zusammen mit der Gemeinde Unterailsfeld zu Beginn des Jahres 1972 in den Markt Gößweinstein eingegliedert. 2022 hatte Moschendorf 23 Einwohner.

## Verkehr
Eine von der Staatsstraße St 2185 abzweigende Stichstraße bindet Moschendorf an das Straßenverkehrsnetz an. Vom ÖPNV wird Moschendorf direkt nicht bedient, die nächste Haltestelle der Buslinien 393 und 396 des VGN befindet sich an der St 2185. Der nächstgelegene Bahnhof steht in Ebermannstadt, es ist der kommerzielle Endbahnhof der Wiesenttalbahn.